# Make You Feel My Love
Singles de Adele
Cold Shoulder
(2008) Rolling in the Deep
(2010)
Pistes de 19
Right as Rain
(8) My Same
(10)
Make You Feel My Love est une chanson de Bob Dylan sur l'album Time Out of Mind sorti en 1997.
La chanteuse britannique Adele la reprend sur son album 19, sortie le 27 octobre 2008 sous le label XL Recordings.
Adele enregistre cette chanson à la suite d'une recommandation de son manager Jonathan Dickins qui aimait cette chanson. Le single atteint un pic à la 26e place du classement britannique UK Singles Chart. La chanson a été utilisée le 11 février 2009, dans les séries télévisées Waterloo Road, One Tree Hill, Ghost Whisperer, Parenthood, Against the Wall.
En 2013, Lea Michele l'a choisie pour rendre hommage à Cory Monteith dans The Quarterback, le troisième épisode de la cinquième saison de la série Glee.

## Liste des pistes
1. Make You Feel My Love 3:32
2. Painting Pictures 3:33

## Classement par pays
| Classements (2008–11)           | Meilleure position |
| ------------------------------- | ------------------ |
| Belgique (Flandre Ultratip 100) | 17                 |
| Irlande (IRMA)                  | 5                  |
| Pays-Bas (Nederlandse Top 40)   | 3                  |
| Écosse (OCC)                    | 4                  |
| Suède (Sverigetopplistan)       | 44                 |
| Royaume-Uni (UK Singles Chart)  | 4                  |

| Région                                                                                                 | Certification | Ventes/Streams |
| --- | ------------- | -------------- |
| Belgique (BEA)                                                                                         | Or            | 20 000*        |
| États-Unis (RIAA)                                                                                      | Or            |                |
| Royaume-Uni (BPI)                                                                                      | Or            |                |
| *Ventes selon la certification ^Mise en rayon selon la certification xNon précisé par la certification |               |                |

| Classement (2009)             | Position |
| ----------------------------- | -------- |
| Pays-Bas Classement single    | 7        |
| Classement (2010)             | Position |
| Royaume-Uni Classement single | 48       |